# Ligia glabrata
Ligia glabrata är en kräftdjursart som beskrevs av Brandt 1833. Ligia glabrata ingår i släktet Ligia och familjen gisselgråsuggor. Inga underarter finns listade i Catalogue of Life.